# Geschichte der Ölförderung Frankreichs

Erdölförderung in Frankreich

Die Geschichte der Ölförderung Frankreichs ist eng verflochten mit einer Reihe von Erdölunternehmen, insbesondere Elf Aquitaine und Total.

## Geschichte bis 1918
Im elsässischen Pechelbronn wurde Erdöl bereits im 15. Jahrhundert gewonnen. Die noch heute aktive Erdpechquelle im zwischen Deutschland und Frankreich lange umstrittenen Elsass ist seit 1498 belegt und gab dem Ort den Namen: „Pech-Brunnen“. Das aus den Pechelbronner Schichten stammende Erdöl wurde zunächst medizinisch bei Hauterkrankungen benutzt.
Bis zum Ersten Weltkrieg gab es in Frankreich aber keine nationale Erdölpolitik. Zu Beginn des Krieges erkannte die französische Regierung jedoch die Bedeutung von Öl zur Kriegführung. Ohne Öl bzw. Benzin flogen weder Flugzeuge, noch rollten LKW oder bewegten sich Artillerietraktoren. Zwar beruhte das Transportwesen während des Ersten Weltkrieges in Frankreich, Deutschland, Österreich-Ungarn und Russland noch in sehr weitem Maße auf der Eisenbahn, aber die Bedeutung von Öl und Benzin war bereits erheblich.

## Geschichte nach 1918: Beteiligung an der irakischen Förderung
Die Regierung begriff schnell die strategische Bedeutung des Erdöls und suchte mit amerikanischer Hilfe nach einer geeigneten und soliden Basis zur Ölversorgung. Nach der Niederlage Deutschlands im Ersten Weltkrieg beteiligte sich Frankreich anstelle Deutschlands mit 25 % an der Turkish Petroleum Company, die kurz darauf in Irak Petroleum Company umfirmierte. Seitdem erhielt Frankreich eine Million Jahrestonnen Rohöl von dieser Gesellschaft.
1924 wurde die Compagnie Française de Pétrole (CFP) gegründet, die wiederum eine Tochtergesellschaft mit dem Namen Compagnie Française de Raffinage (CFR) gründete, aus der später die Total-Gruppe entstand. Diese beiden Gesellschaften erhielten von der französischen Regierung die Verantwortung für das Frankreich zustehende irakische Rohöl.

## Förderung in Aquitanien
Am Vorabend des Zweiten Weltkrieges, etwa 1937 betrug der französische Verbrauch ungefähr fünf Millionen Jahrestonnen, von denen ca. 40 % aus dem Irak stammten. Der Rest kam aus den USA, Venezuela und Rumänien. Gleichzeitig erteilte der Staat zwischen 1920 und 1935 öffentlichen und privaten Stellen umfangreiche Genehmigungen zur Erkundung in zwei erfolgversprechenden Departements: Département Landes und Département Pyrénées-Atlantiques. Dank der Hartnäckigkeit entdeckte man 1939 ein Gasfeld in Saint-Marcet im aquitanischen Becken in Südwestfrankreich, das daraufhin von der schnell gegründeten Régie Autonome des Pétroles (RAP) ausgebeutet wurde.
Bei Kriegsbeginn wurde die Direction des Carburants (DICA) geschaffen, um den Ölsektor treuhänderisch zu übernehmen. Mit dieser Gründung lancierte man die Förderung in allen Regionen, jedoch speziell im Südwesten. Um alle diese Prospektionen zu überwachen, wurde eine andere Gesellschaft im November 1941 gegründet, die Société Nationale des Pétroles d’Aquitaine (SNPA).
Bei Kriegsende 1945 wurde die Prospektion und Exploration wieder aufgenommen, jetzt jedoch nicht mehr nur im Mutterland, sondern auch im Kolonialreich (aus dem kurz danach die Union Française wurde). Dazu wurde das Bureau de Recherches de Pétrole (BRP) gegründet. Letzteres diente dazu, ein nationales Programm zur Erdölsuche zu managen. Die BRP wurde bald zur Holding für alle Beteiligungen des Staates in der Branche (SNPA, SNPLM, La Chérifienne des Pétroles).
1951 entdeckte die SNPA in Lacq (Béarn) eine Lagerstätte zunächst von Erdöl, später auch Erdgas. Dieses Gas enthält bis zu 15 % Schwefel und 10 % Kohlendioxid, die mit einem Druck von 670 bar austreten. Das Erdöl wird zur Total-Raffinerie La Mède befördert, während das Gas vor Ort weiterverarbeitet wird. Deshalb ist die Region Lacq zu einer Gasverarbeitungsregion mit Anlagen zur Entschwefelung geworden. Anfangs wurde der Schwefel als ein unerwünschtes Produkt angesehen, aber inzwischen wurde es zu einer sehr geschätzten Einnahmequelle.

## Afrikanische Förderstätten
Obwohl die Suche nach Erdöl im großen französischen Kolonialreich, insbesondere in Afrika, bereits 1877 begonnen hatte, erbrachte sie bis 1932 keine Resultate. Die internationale Gesellschaften zogen sich aus der riesigen, unwirtlichen Sahara-Wüste zurück.
Einige Experten, unter ihnen Conrad Kilian, waren überzeugt, dass der Untergrund der Sahara Erdölreserven verbergen müsste. 1922 und 1927/28 entdeckte er im Norden des Hoggar und in der Zentralsahara geologische Strukturen, die für Erdöl in Frage kommen.
Ein anderer geologischer Experte, Nicholas Menchikoff, hatte einige Jahre später geschrieben, dass der Sandstein einiger Sahararegionen die Formation von Lagerstätten besitze.
1946 wurde in Zusammenarbeit zwischen der BRP und der algerischen Regierung die Société Nationale de Recherche et d’Exploitation de Pétrole en Algérie (S.N. REPAL) gegründet, dessen Sitz sich in Hydra, der Oberstadt von Algier befindet. Mit der Gründung dieser Gesellschaft begann 1948 die geologische Forschung in Zusammenarbeit mit CFP in der Region Timimoun, Béni Abbès und In Salah, jedoch ohne Resultat.
1950 wurde die Westsahara ebenso wie die Region Reggane erforscht. 1952 erhielt die S.N. REPAL zusammen mit der CFP eine Konzession über eine Fläche von 116.000 km². 1953 einigte sich die CREPS, eine Gesellschaft, an der RAP die Mehrheit und Shell 35 % hielt über eine Fläche von 140.000 km². Weitere Konzessionen wurden Shell eingeräumt, so dass eine Fläche von insgesamt mehr als 600.000 km², größer als das französische Mutterland, zur Erdölexploration bewilligt wurde.
Anfangs wurde kein Erdöl gefördert. Aber 1953/54 entdeckte die CREPS am Djebel Berga Erdgas. Im Januar 1956 wurde in Edjeleh Erdöl entdeckt, im Juli des gleichen Jahres kamen Hassi Messaoud und im November Hassi R’Mel dazu. Die Funde wurden von CREPS, S.N. REPAL und der CFP Algérie gemacht. Im Süden von Hassi Messaoud, in El Gassi entdeckte die SNPA Ende der 1950er Jahre ebenfalls Lagerstätten. Diese Funde reduzierten nach und nach die Abhängigkeit Frankreichs vom Erdöl des Nahen Ostens um 90 % in jener Epoche. Alle diese Fundstätten ermöglichten Frankreich, dessen Produktion bei 14 Mio. Jahrestonnen lag, 45 % seines nationalen Verbrauchs bis 1960 zu decken.

## Geschichte ab 1960: Der Aufbau einer eigenen französischen Raffineriegesellschaft
Frankreich besaß jedoch bis zu diesem Zeitpunkt keine eigenen Raffinerien. An der Spitze von BRP fanden sich die „Corpsards“ wie der frühere Gründer des französischen Auslandsgeheimdienstes DGSE und spätere Verteidigungsminister Pierre Guillaumat, Paul Moch und Yves Delavesne. Wenn man also nicht den aus dem Erdölboom resultierenden Gewinn an die internationalen Gesellschaften Shell, Exxon, BP und Mobil Oil „verschenken“ wollte, musste man eine eigene Erdölindustrie und -distribution aufbauen. Dazu bediente man sich eines Gesetzes von 1928, nach dem alle ausländischen Gesellschaften verpflichtet werden konnten, bevorzugt nationales Erdöl zu verarbeiten und zu verkaufen. Zur Enttäuschung der internationalen Gesellschaften und der Total wurde das BRP beauftragt, eine Gesellschaft zur Raffinerie und Distribution zu gründen.
Aus der Fusion der S.N. REPAL, der RAP und der Groupement des Exploitants Petrolièrs (GAP) wurde die Union Générale des Pétroles (UGP) gebildet, die die übrigen so wenig wie möglich abschrecken und ohne privaten Vorteil arbeiten sollte.
Die GAP wurde im Juni 1960 gegründet von:
- der SNPA mit 40 % Anteil
- der Société des Pétrole d’Afrique-Equatoriale Française (SPAEF) ebenfalls mit 40 % Anteil
- der Compagnie d’Exploration Pétrolière (CEP) mit einem Anteil von 15 %
- der Société de Prospection et d’Exploitation Pétrolière en Alsace (PREPA) mit 5 % Anteil

Alle diese großen und kleinen Gesellschaften mit staatlicher Beteiligung wurden bei Gründung der UGP vereinigt. Die S.N.REPAL brachte außerdem eine Beteiligung an der Union Industrielle des Pétroles (UIP) mit Sitz in Paris an der Place Vendôme in die UGP ein, an der fortan die UGP mit 60 % und die California & Texas Oil Company (Caltex) mit 40 % beteiligt war.
Die UGP besaß zusammen mit Caltex eine veralte Raffinerie in Ambès (Département Gironde) mit einer Verarbeitungskapazität von 1,3 Mio. Jahrestonnen, 1.385 Verkaufsstellen, 183 offizielle Tankstellen, 4 Tanker mit 67.500 dwt (dead weight ton) und einer kleinen Beteiligung an der zukünftigen Pipeline Société du Pipe Line du Sud Européen (SPLSE). Die SNPA brachte ebenfalls ihre kleine départementelle Vertriebsorganisation mit ein.
Bei einer Rohölmenge von 14 Mio. Jahrestonnen war eine Verarbeitungskapazität von 1,3 Mio. Jahrestonnen in der veralteten Raffinerie von Ambès wirklich kein Grund zur Zufriedenheit für die UGP, so sehr die internationalen Gesellschaften auch in der Öffentlichkeit ein großes Geschrei erhoben. Deshalb plante die UGP 1961 die Errichtung einer hochmodernen Raffinerie in der Region Lyon.
1964 ging die Raffinerie Feyzin mit einer Anfangskapazität von 6.000 Jahrestonnen in Betrieb. Sie war von Anfang an für die Destillation der Sahara-Melange konzipiert und war zu jener Zeit eine der modernsten Raffinerien Europas. Später wurde der Komplex Feyzin durch zwei Direktdestillationseinheiten vergrößert, die mit einer Dampfcrackeinheit zur Produktion von 280.000 Jahrestonnen Ethylen verbunden war, um neben Ethylen auch Propylen und Butadien liefern zu können – Ausgangsstoffe für die Herstellung von Plastikmaterialien und anderen Derivaten.
Die UGP erwarb Anteile an weiteren modernen Anlagen und Gesellschaften in anderen Regionen Frankreichs, Europas und des Rests der Welt.
Nach der Übernahme der Marke Antar 1970 (41 % für Elf, 24 % für CFP und seine Gesellschaften) wurden weitere Raffinerien gekauft.
Ende der 1970er Jahre verfügte die UGP über 22 Raffinerien.
Im Dezember 1965 wurden RAP und BRP zur Entreprise de Recherches et d’Activités Pétrolières (ERAP) fusioniert. ERAP führte die SNPA, die Union Générale des Pétroles (UGP) und die Union Industrielle des Pétroles (UIP) als Tochterunternehmen. Erstmals kontrollierte diese Organisation alle Stufen von der Lagerstättenerkundung, über die Erdöl- und -gasförderung, die Raffinerie bis hin zum Tankstellennetz.

## Der Aufbau einer zentralen französischen Vertriebsgesellschaft
Seit ihrer Gründung 1960 akquirierte die UGP eine Reihe kleinerer Vertriebsgesellschaften:
- La Mure Union mit der Marke La Mure
- Solydit Union mit der Marke Solydit
- Benzin und Brennstoffe, die unter der Marke AVIA verkauft wurden
- Compagnie Française de produits pétrolifères (CFPP) mit der Marke Caltex

Es ist offenkundig, dass mit den inzwischen verschwundenen Marken Antar, Caltex, Solydit, ButaFrance, ButaLacq die Betriebsführung nicht einfach war und der Kundenauftritt der Produkte überflüssige Ausgaben erforderte. Deshalb wurden die verschiedenen Vertriebsgesellschaften unter dem Dach der Union générale de distribution (UGD) verschmolzen. Es war dringend erforderlich, die verschiedenen Marken unter einem einzigen und einheitlichen Banner zusammenzufassen.
Zu Beginn der 1960er Jahre traten die übrigen großen Gesellschaften mit neuen Slogans auf, wie “C’est Shell que j’aime” für Shell und “Le Tigre d’Esso” für Esso France. Total eröffnete seine Nachttankstellen. Antar stellte weiterhin die technische Qualität seiner Schmiermittel in den Vordergrund. Caltex spielte die Jugendkarte mit dem Vertrieb von Porträts von Idolen dieser Epoche aus.